# 新紀元廣場
新紀元廣場，由新世界發展及土地發展公司發展，位處於香港上環皇后大道中181及183號，佔地7,530平方米，1988年展開重建，1992至1993年間舊樓全數清拆，1997年11月6日由時任政務司司長陳方安生主持開幕。

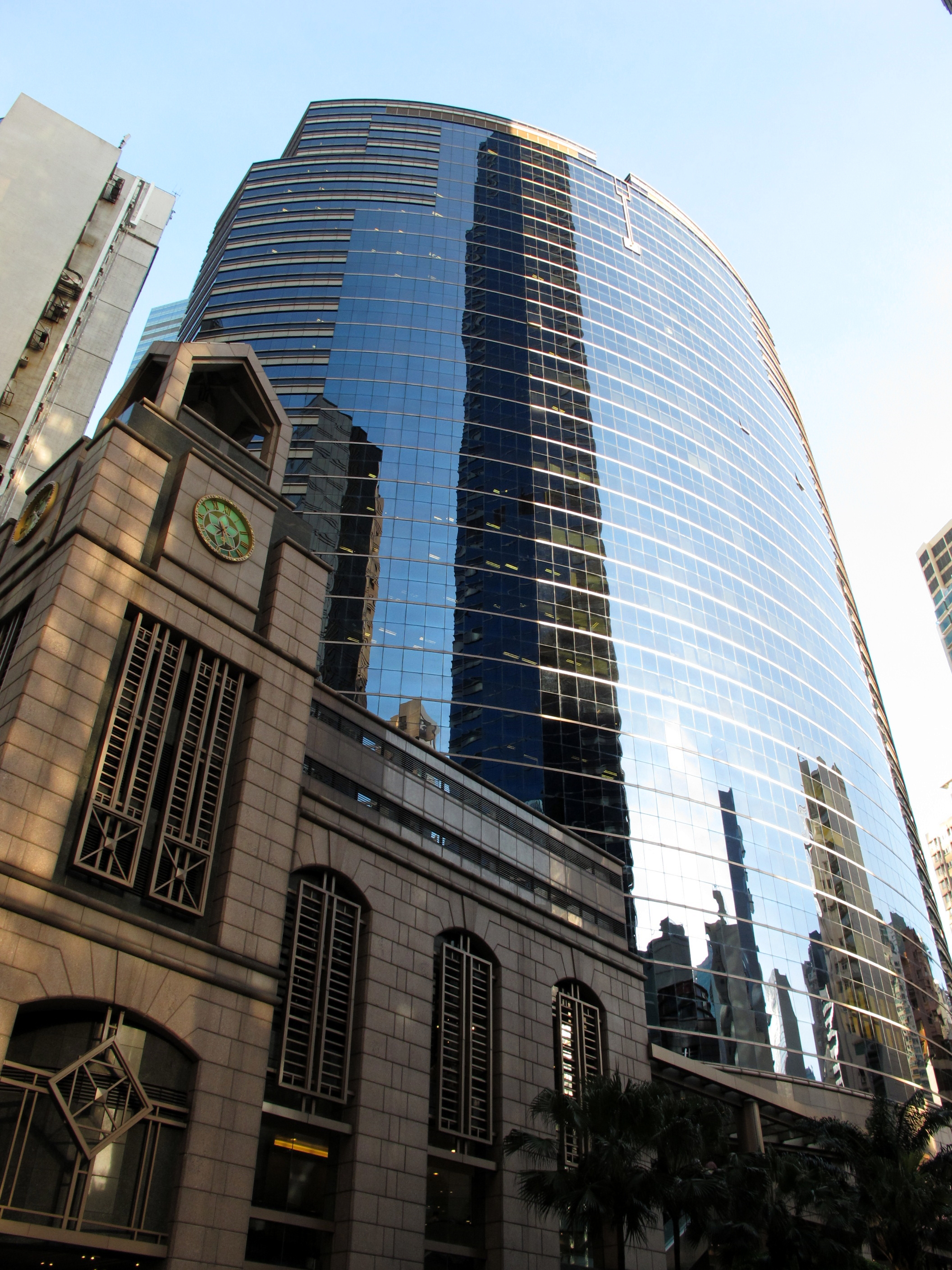
新紀元廣場低座

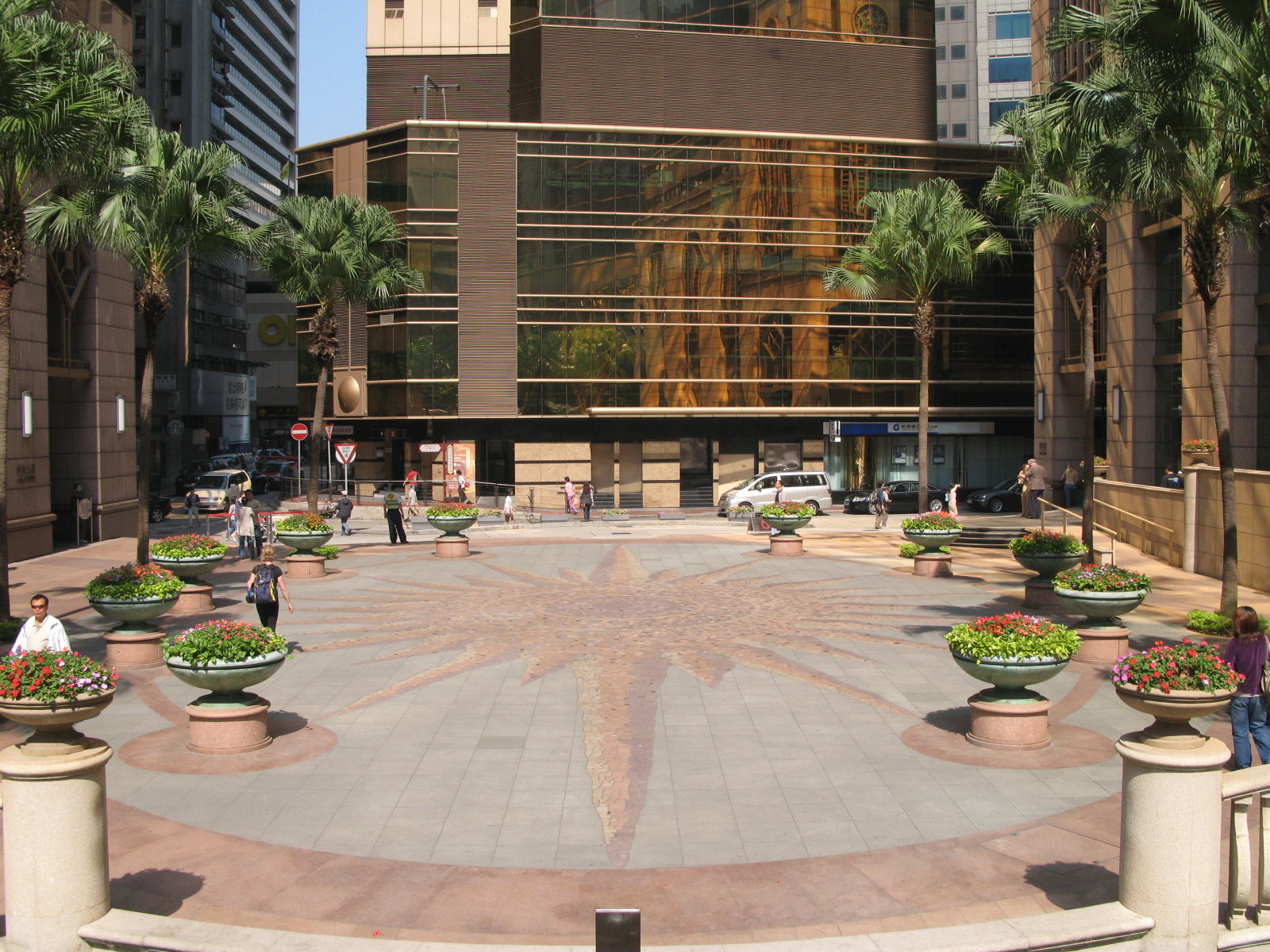
花園廣場

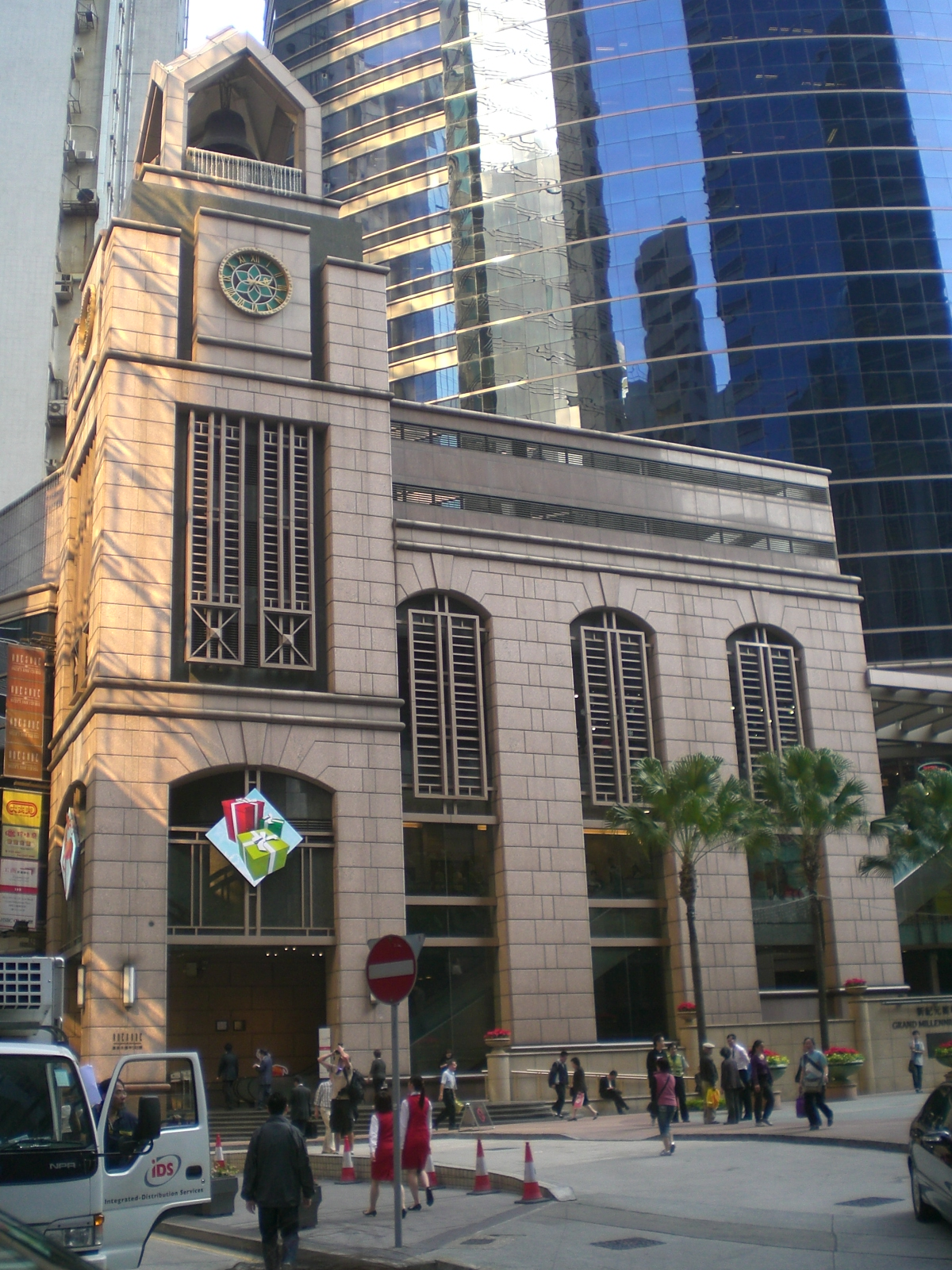
廣場鐘樓

新紀元廣場由兩座寫字樓多層大廈及中間的紀念花園組成，兩座大廈分別是樓高30層的「新紀元廣場低座」（市建局展覽館設於此廈14樓），及樓高56層的高座（又名為「新紀元廣場中遠大廈」，簡稱中遠大廈）所組成。其中，中遠大廈是市區重建局現時的總辦事處的所在地。

## 歷史
新紀元廣場地盤的前身是得雲茶樓（1992年結業）的發源地，廣源東街、廣源西街、永勝街（鴨蛋街），即是老香港人俗稱的「書信館街」。書信館即是現代的快遞，也即是私營郵局，商業專人帶信件及包裹往來中國大陸，稱為巡城馬。 

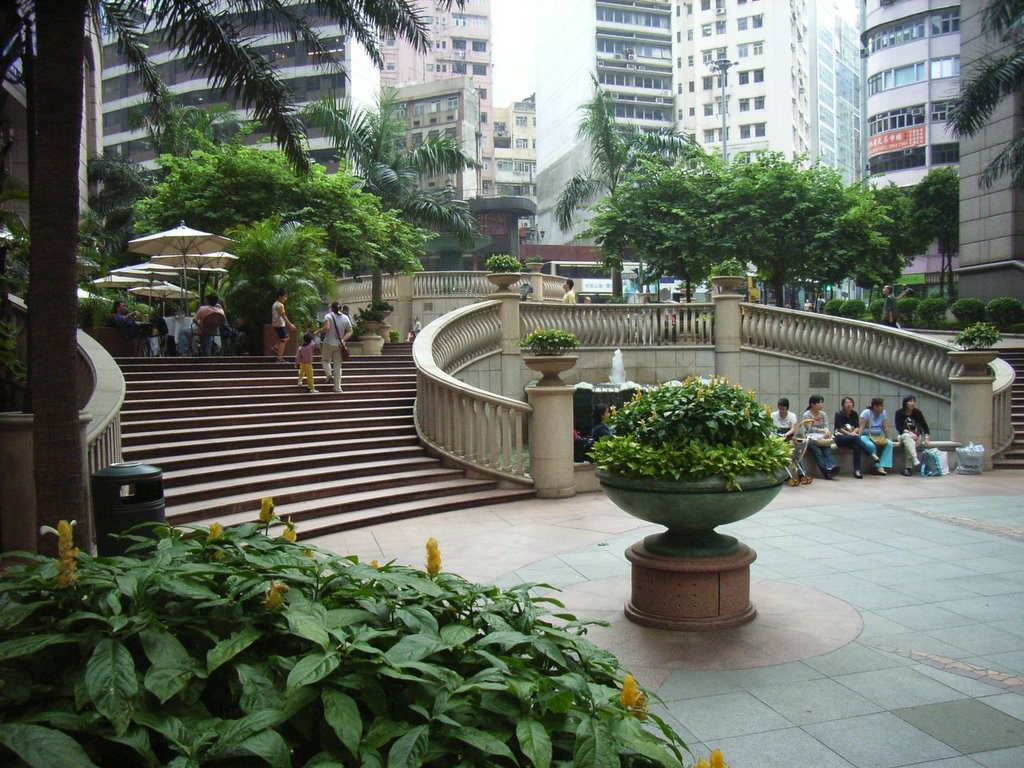
新紀元廣場紀念花園
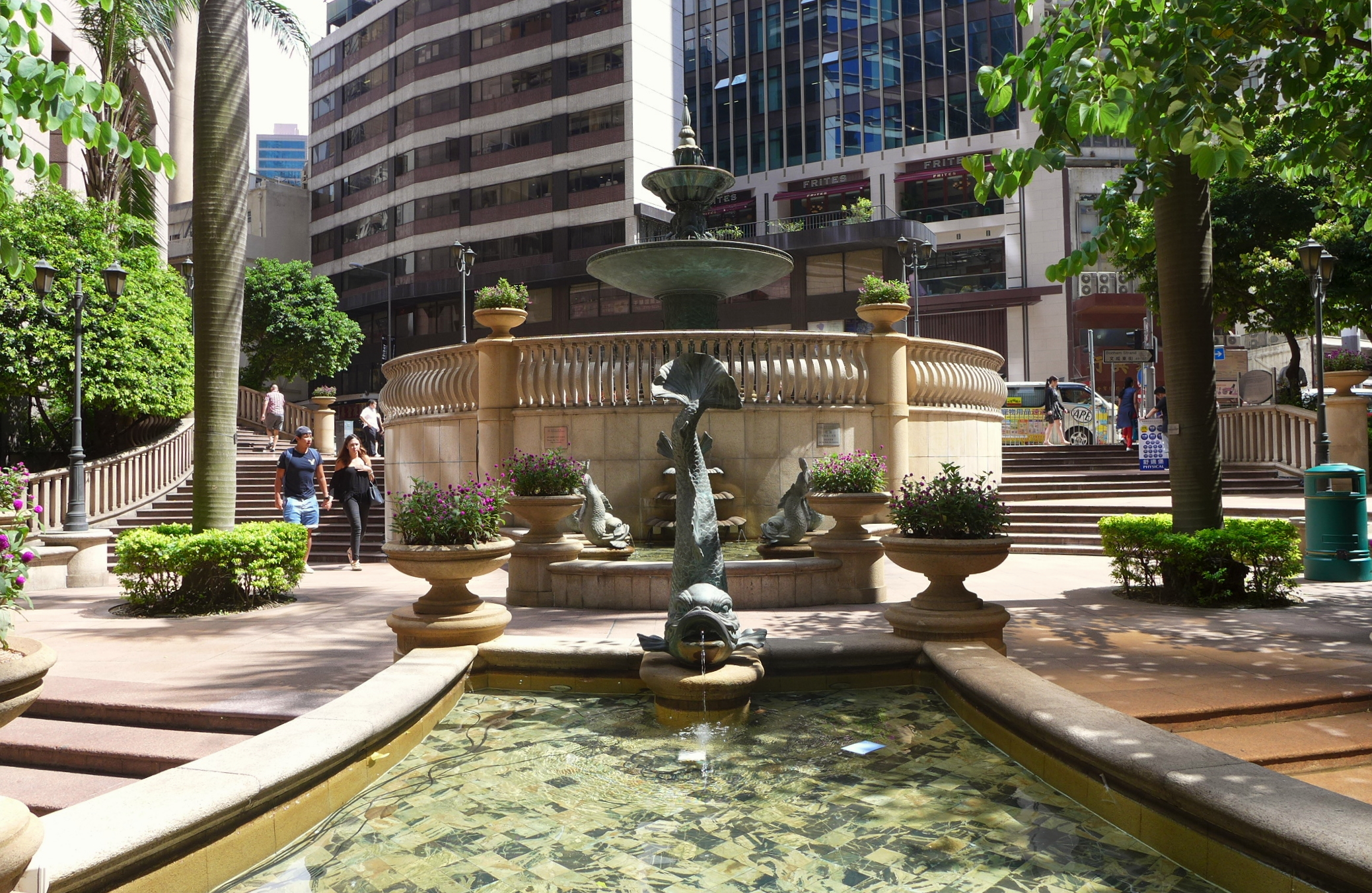
花園廣場水池
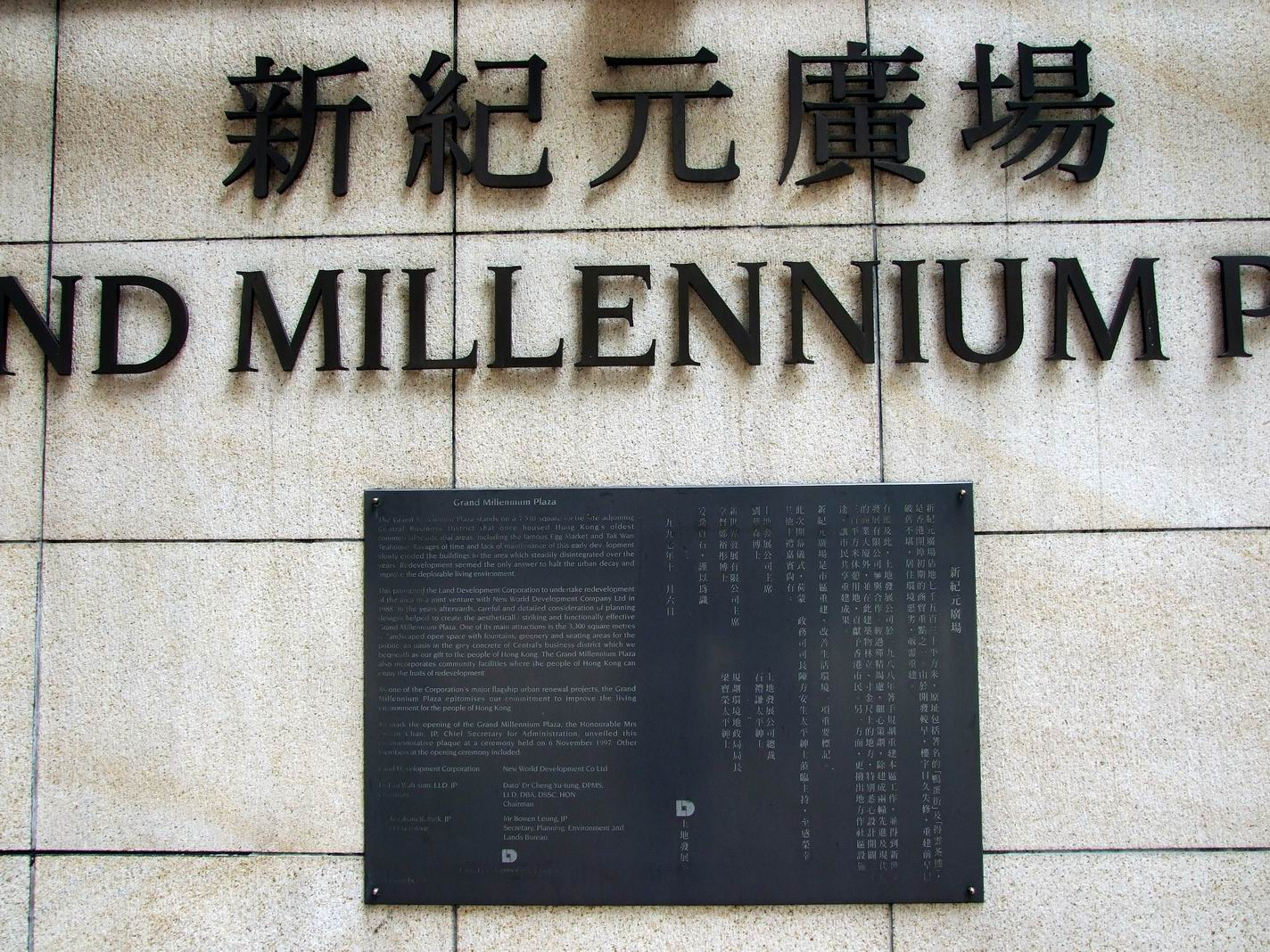
新紀元廣場揭幕石碑

2000年，新加坡基金GIC以13.8億港元，向大廈發展商購入新紀元廣場低座全幢，05年GIC以23.75億元，把物業轉售予澳洲麥格理基金2009年以拆售形式出售
2020年5月，結好控股以5億港元向新世界發展收購新紀元廣場中遠大廈地下至3樓的樓面及19個車位。

## 業主
- 張彥緒，持有地下至2樓，以及6、7、9至12樓及21樓，合共10層，共約137778平方呎
- 中銀國際，持有18、19、20及22全層
- 國泰君安，持有27，28全層

## 影視
多部香港電影也曾經在新紀元廣場取景，包括《黑社會》、《文雀》、《單身男女》、《低俗喜劇》、《風暴》和《如珠如寶》。

## 外部連結
维基共享资源上的相關多媒體資源：新紀元廣場